# Atraphaxis badghysi
Atraphaxis badghysi är en slideväxtart som beskrevs av Michail Vasilevich Kultiasow. Atraphaxis badghysi ingår i släktet Atraphaxis och familjen slideväxter. Inga underarter finns listade i Catalogue of Life.